# Wysschaja Liga 1982/83
Die Saison 1982/83 der Wysschaja Liga war die 37. Spielzeit der höchsten sowjetischen Eishockeyspielklasse. Den sowjetischen Meistertitel sicherte sich zum insgesamt 26. Mal ZSKA Moskau, während Salawat Julajew Ufa in die zweite Liga abstieg.

## Modus
Die zwölf Mannschaften der Wysschaja Liga spielten zunächst in einer gemeinsamen Hauptrunde vier Mal gegen jeden Gegner, wodurch die Gesamtzahl der Spiele pro Mannschaft 44 betrug. Die punktbeste Mannschaft wurde Meister. Die Mannschaften, die die Hauptrunde auf den Plätzen fünf bis acht belegt hatten, spielten in weiteren zwölf Spielen in einer Platzierungsrunde um Platz fünf, wobei die Ergebnisse aus der Hauptrunde übernommen wurden. Die Mannschaften, die die Hauptrunde auf den Plätzen neun bis zwölf belegt hatten, absolvierten in einer Abstiegsrunde weitere 16 Spiele, wobei die Ergebnisse aus der Hauptrunde ebenfalls übernommen wurden. Der Letztplatzierte der Abstiegsrunde stieg direkt in die zweite Liga ab. Für einen Sieg erhielt jede Mannschaft zwei Punkte, bei einem Unentschieden gab es einen Punkt und bei einer Niederlage null Punkte.

## Hauptrunde
|     | Klub                  | Sp | S  | U  | N  | T   | GT  | Punkte |
| --- | --------------------- | -- | -- | -- | -- | --- | --- | ------ |
| 1.  | ZSKA Moskau           | 44 | 40 | 1  | 3  | 261 | 73  | 81     |
| 2.  | Spartak Moskau        | 44 | 33 | 3  | 8  | 208 | 122 | 69     |
| 3.  | Dynamo Moskau         | 44 | 30 | 6  | 8  | 159 | 93  | 66     |
| 4.  | Sokil Kiew            | 44 | 22 | 5  | 17 | 163 | 138 | 49     |
| 5.  | Torpedo Gorki         | 44 | 16 | 12 | 16 | 138 | 153 | 46     |
| 6.  | Dinamo Riga           | 44 | 21 | 3  | 20 | 191 | 177 | 45     |
| 7.  | Krylja Sowetow Moskau | 44 | 15 | 6  | 23 | 113 | 145 | 36     |
| 8.  | Chimik Woskressensk   | 44 | 15 | 6  | 23 | 121 | 165 | 36     |
| 9.  | SKA Leningrad         | 44 | 12 | 6  | 26 | 140 | 164 | 30     |
| 10. | Traktor Tscheljabinsk | 44 | 11 | 7  | 26 | 100 | 168 | 29     |
| 11. | Ischstal Ischewsk     | 44 | 10 | 6  | 28 | 118 | 199 | 26     |
| 12. | Salawat Julajew Ufa   | 44 | 7  | 4  | 33 | 111 | 224 | 18     |

Sp = Spiele, S = Siege, U = unentschieden, N = Niederlagen, OTS = Overtime-Siege, OTN = Overtime-Niederlage, SOS = Penalty-Siege, SON = Penalty-Niederlage

## Platzierungsrunde um Platz 5
|    | Klub                  | Sp | S  | U  | N  | T   | GT  | Punkte |
| -- | --------------------- | -- | -- | -- | -- | --- | --- | ------ |
| 5. | Dinamo Riga           | 56 | 27 | 5  | 24 | 240 | 212 | 59     |
| 6. | Torpedo Gorki         | 56 | 21 | 14 | 21 | 184 | 193 | 56     |
| 7. | Krylja Sowetow Moskau | 56 | 23 | 7  | 26 | 167 | 184 | 53     |
| 8. | Chimik Woskressensk   | 56 | 17 | 6  | 33 | 151 | 232 | 40     |

Sp = Spiele, S = Siege, U = unentschieden, N = Niederlagen, OTS = Overtime-Siege, OTN = Overtime-Niederlage, SOS = Penalty-Siege, SON = Penalty-Niederlage

## Abstiegsrunde
|     | Klub                  | Sp | S  | U  | N  | T   | GT  | Punkte |
| --- | --------------------- | -- | -- | -- | -- | --- | --- | ------ |
| 9.  | Traktor Tscheljabinsk | 60 | 21 | 11 | 28 | 175 | 206 | 53     |
| 10. | SKA Leningrad         | 60 | 23 | 7  | 30 | 217 | 207 | 53     |
| 11. | Ischstal Ischewsk     | 60 | 19 | 8  | 33 | 187 | 245 | 46     |
| 12. | Salawat Julajew Ufa   | 60 | 9  | 7  | 44 | 174 | 311 | 25     |

Sp = Spiele, S = Siege, U = unentschieden, N = Niederlagen, OTS = Overtime-Siege, OTN = Overtime-Niederlage, SOS = Penalty-Siege, SON = Penalty-Niederlage

## Topscorer
Fett: Saisonbestwert
| Spieler                | Mannschaft     | Tore | Assists | Punkte |
| ---------------------- | -------------- | ---- | ------- | ------ |
| Helmuts Balderis       | Dinamo Riga    | 32   | 31      | 63     |
| Alexander Koschewnikow | Spartak Moskau | 35   | 22      | 57     |
| Wladimir Krutow        | ZSKA Moskau    | 32   | 21      | 53     |
| Alexander Skworzow     | Torpedo Gorki  | 27   | 20      | 47     |
| Igor Orlow             | Spartak Moskau | 22   | 23      | 45     |
| Wjatscheslaw Bykow     | ZSKA Moskau    | 22   | 22      | 44     |
| Aleksejs Froļikovs     | Dinamo Riga    | 30   | 12      | 42     |
| Sergei Makarow         | ZSKA Moskau    | 25   | 17      | 42     |
| Wiktor Tjumenew        | Spartak Moskau | 16   | 26      | 42     |
| Sergei Lapschin        | SKA Leningrad  | 30   | 11      | 41     |

## Sowjetischer Meister
| Meister ZSKA Moskau | Torhüter: Wladislaw Tretjak, Alexander Tyschnych Verteidiger: Sergei Babinow, Irek Gimajew, Sergei Gimajew, Alexei Kassatonow, Igor Martynow, Wladimir Subkow, Sergei Starikow, Igor Stelnow, Alexei Woltschenkow Angreifer: Wjatscheslaw Bykow, Andrei Chomutow, Nikolai Drosdezki, Wjatscheslaw Fetissow, Alexander Gerassimow, Wladimir Krutow, Igor Larionow, Alexander Lobanow, Sergei Makarow, Igor Mischukow, Wiktor Schluktow, Alexander Sybin, Michail Wassiljew Trainerstab: Wiktor Tichonow |